# Suzano Vôlei
O Suzano Esporte Clube, mais conhecido como Suzano Vôlei, é uma equipe brasileira de voleibol, sediada em Suzano, São Paulo.

## História
O Suzano Esporte Clube foi fundado em 1994 na cidade de Mogi das Cruzes, estado de São Paulo, sob o nome de ADEP – Associação Desportiva Espigão Produções. Desde então, o clube teve a participação em inúmeras competições oficiais e não oficiais em voleibol. Em 2000, participou e foi campeão do Campeonato Paulista da Primeira Divisão, conquistanto o acesso à elite. Entre 2000 e 2005, participou do Campeonato Paulista, tendo as seguintes colocações: 11.º lugar (2000), 7.º lugar (2001, 2003 e 2004) e 9.º lugar (2005). Em 2007, após um ano de ausência nos campeonatos oficiais da Federação Paulista de Volleyball, disputou novamente o Paulista da Primeira Divisão, alcançando o quarto lugar. O clube ficou inativo por 10 anos – de 2008 até 2018 – por razões de falta de patrocinadores que garantissem a manutenção das equipes e na participação nos campeonatos que disputava. Em 2018, com uma nova diretoria, o clube foi transferido para a cidade vizinha de Suzano para dar continuidade ao trabalho desenvolvido em Mogi. Juntamente com a mudança de sede ocorreu a alteração do nome social para Suzano Esporte Clube.
O município de Suzano contém grande tradição no cenário do voleibol nacional, ficando conhecida como a "Capital do Vôlei" na década de 1990. Essa alcunha se deu pelos êxitos dos antigos times da cidade em diversos torneios.
Após alguns anos trabalhando exclusivamente com categorias de base, em 2021 Suzano voltou a ter uma equipe profissional disputando o Campeonato Paulista e a Superliga C.
Logo na primeira temporada pós início das atividades, foi campeão da etapa de Suzano da Superliga C, conquistando o acesso para a Superliga B de 2022, torneio do qual foi campeão ainda no ano de estreia.
Em 2022, depois de 13 anos, a cidade de Suzano voltou a disputar a Superliga.

## Títulos

### Nacionais
- Superliga B: 2022.
- Superliga C (Etapa de Suzano): 2021.

### Estaduais
- Campeonato Paulista da 1.ª Divisão: 2000.